# 第96屆國家評論協會獎
第96屆國家評論協會獎（英語：The 96th National Board of Review Awards）旨在表揚2024年優秀的電影作品，於2024年12月4日宣布得獎名單，2025年1月7日在西普里亞尼42號街舉行典禮。
環球影業的《魔法壞女巫》贏得最佳電影、最佳導演等3項獎座，最佳男主角、最佳女主角則分別由丹尼爾·克雷格、妮可·基嫚抱回。

## 得獎名單

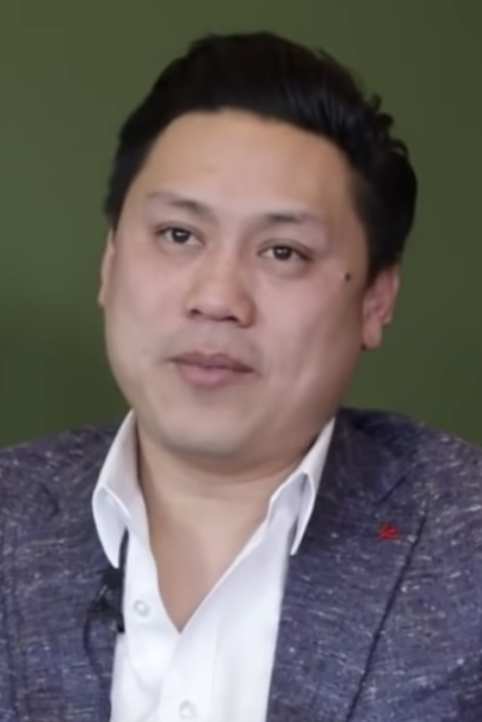
最佳導演：朱浩偉

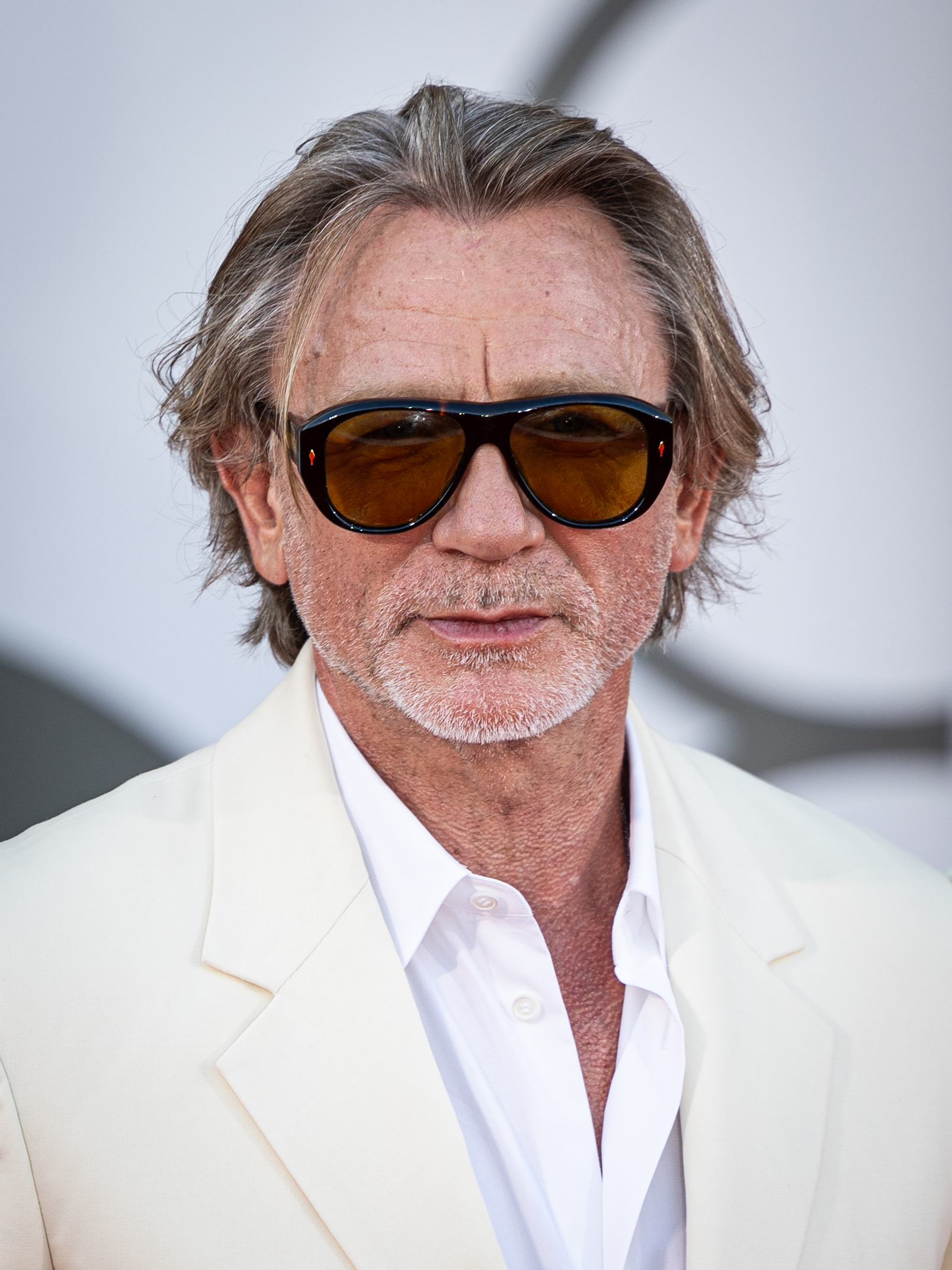
最佳男主角：丹尼爾·克雷格

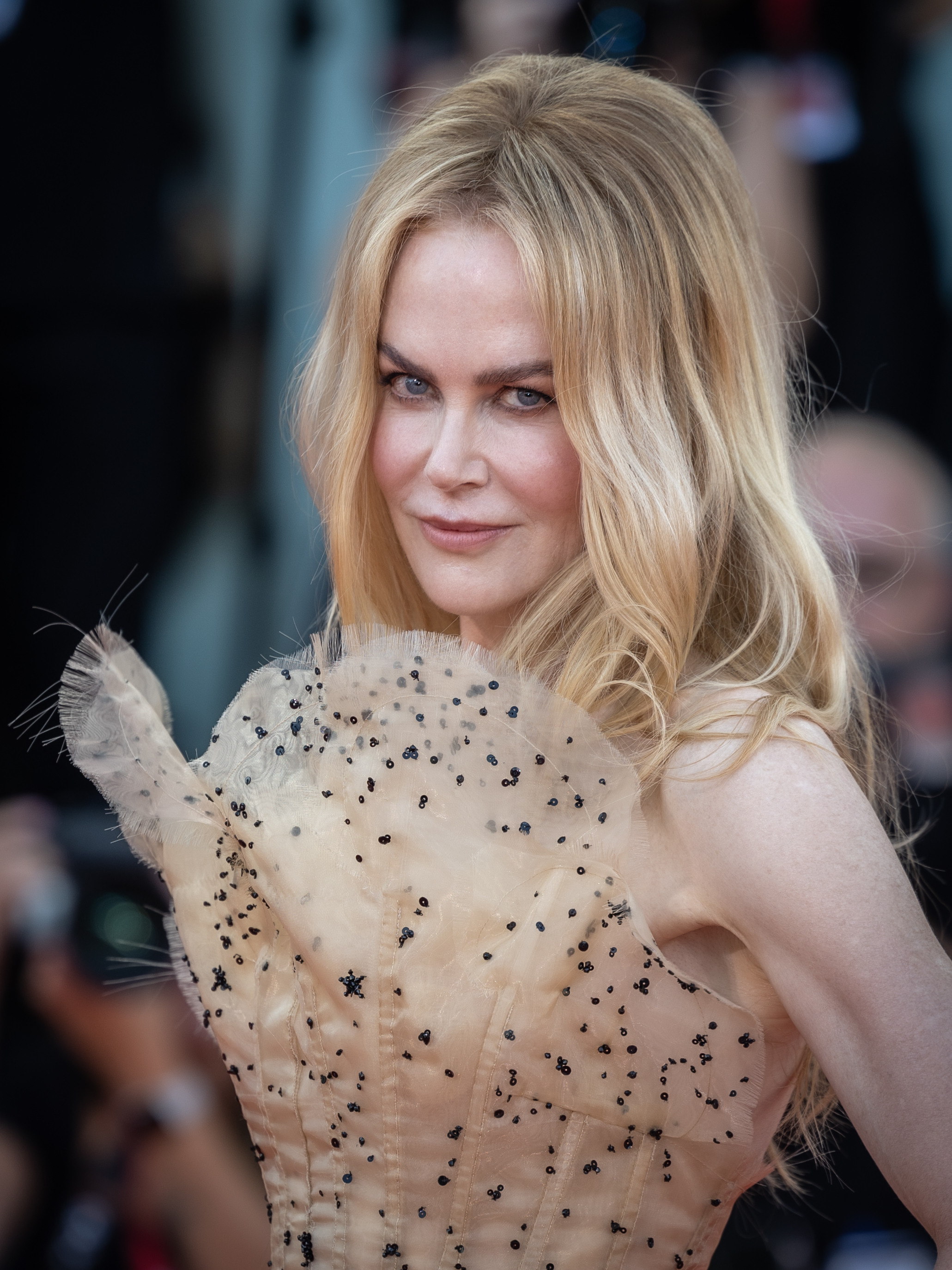
最佳女主角：妮可·基嫚

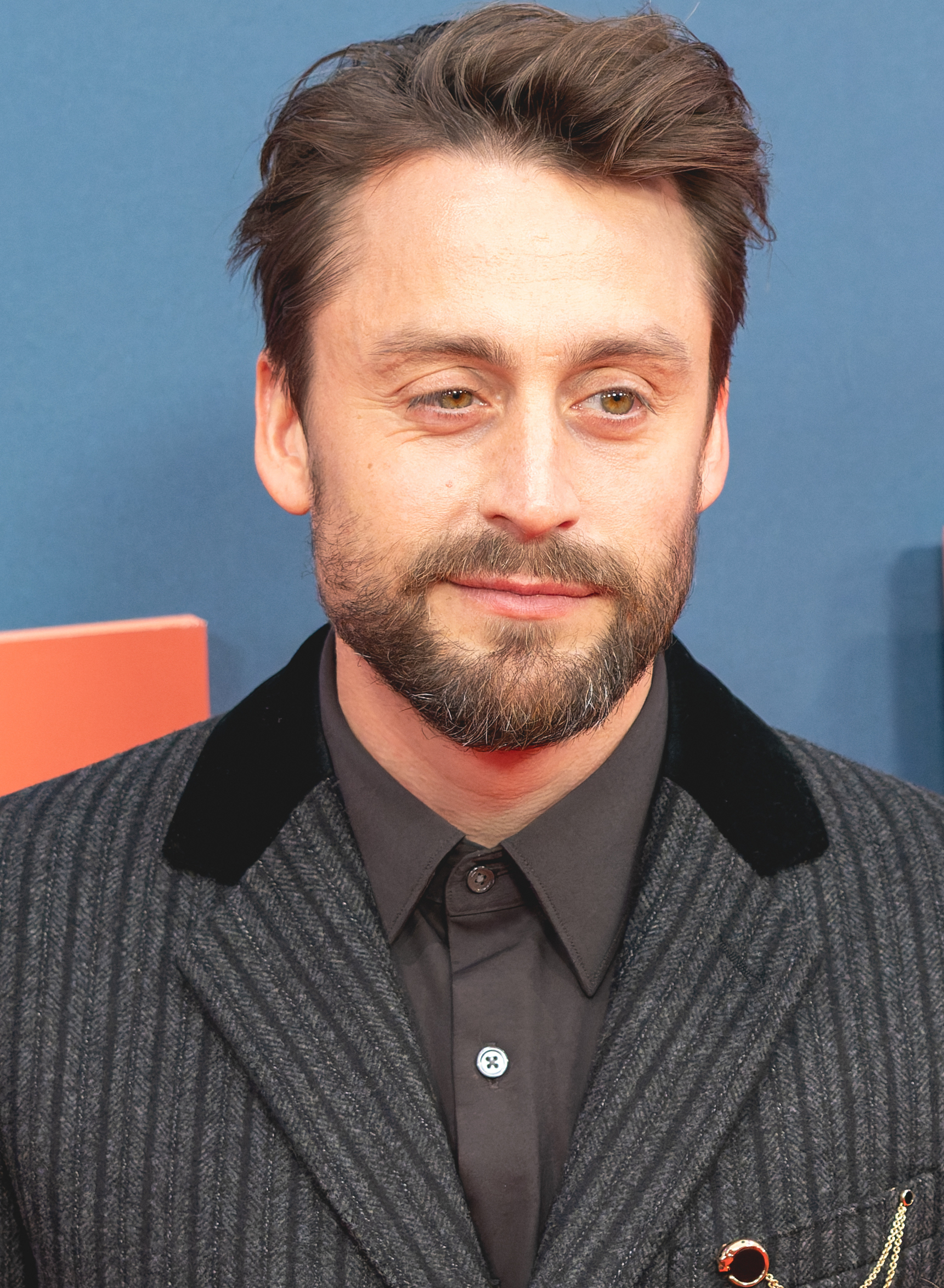
最佳男配角：基倫·克金

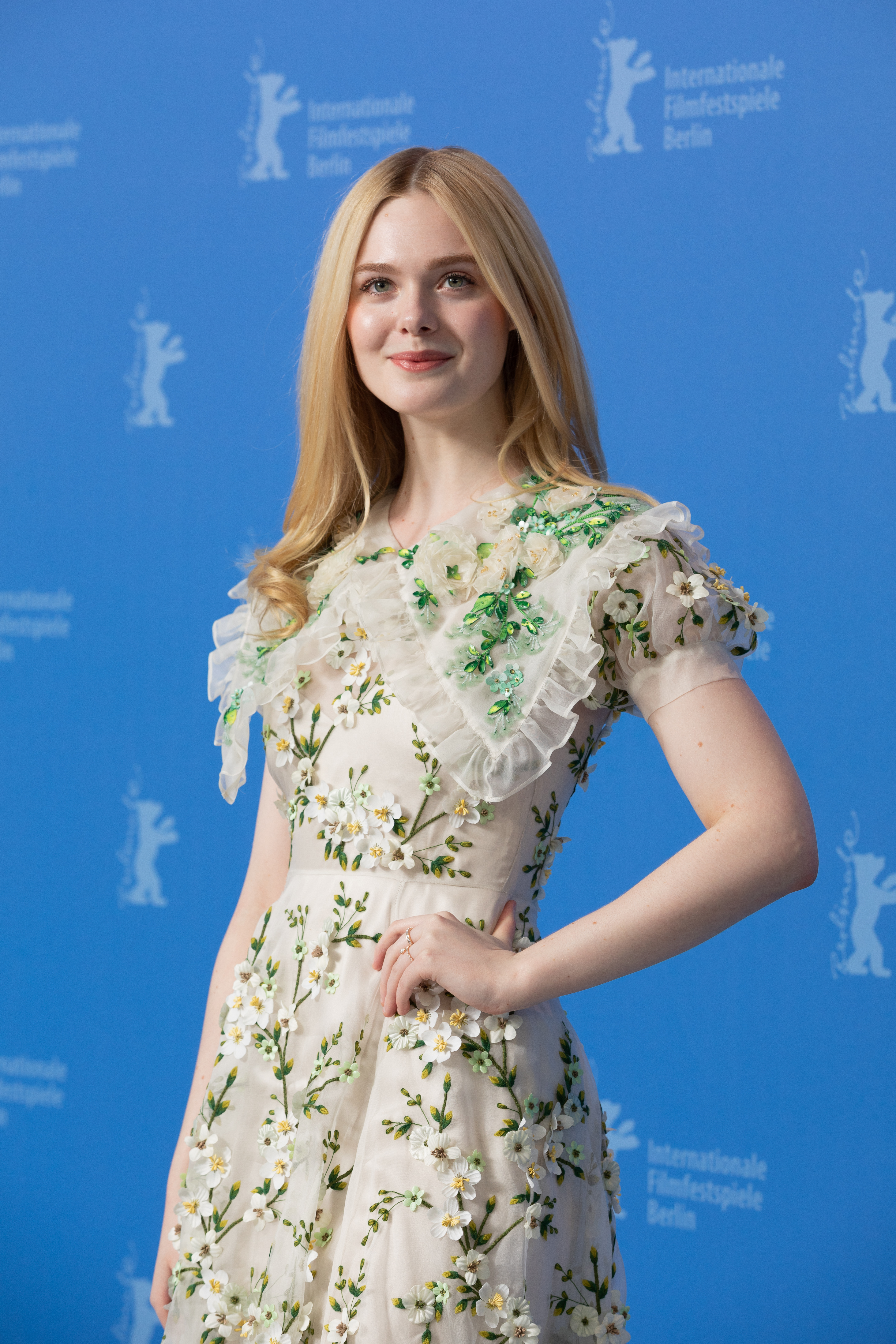
最佳女配角：艾丽·范宁

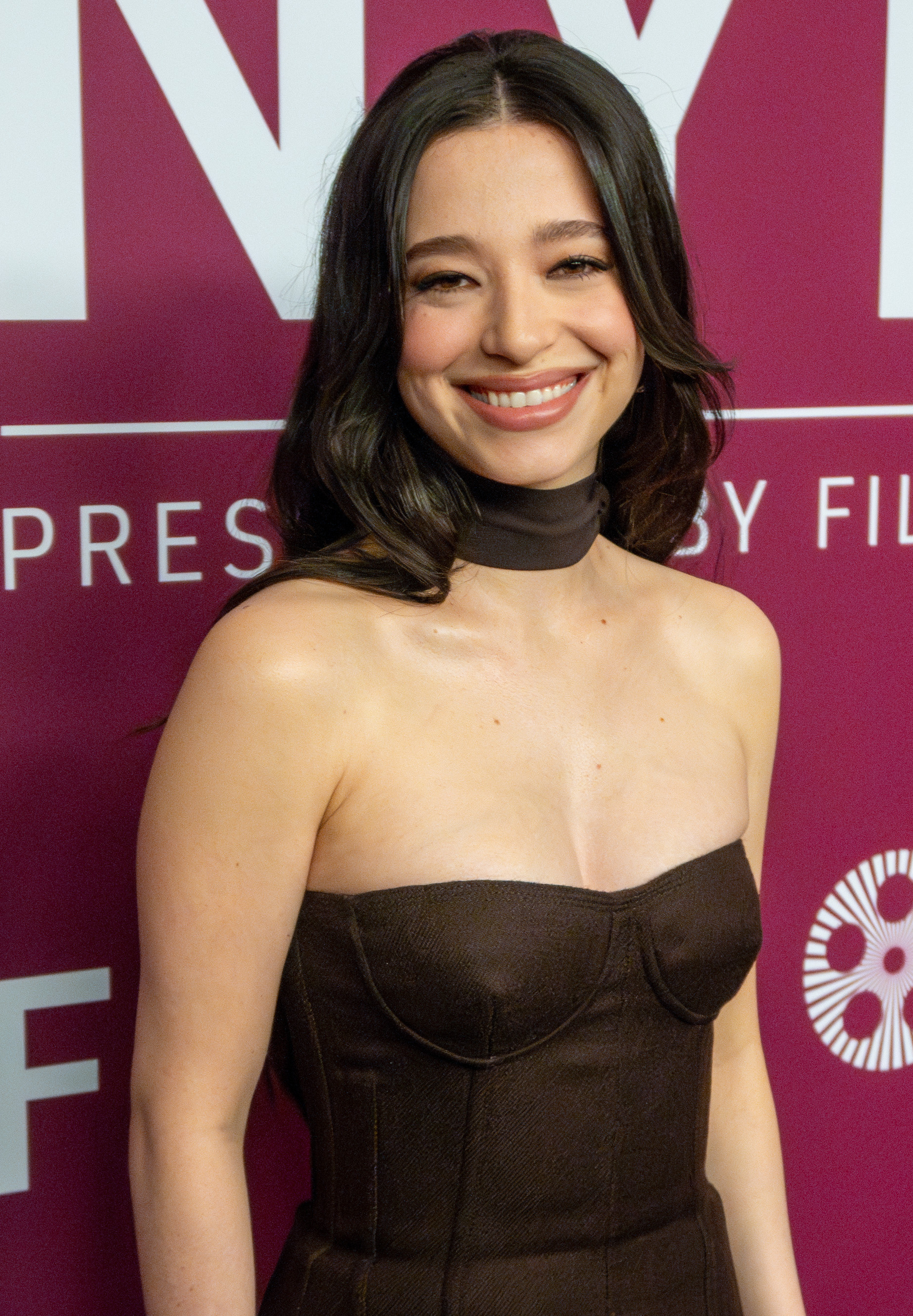
突破表現：麥琪·麥迪遜

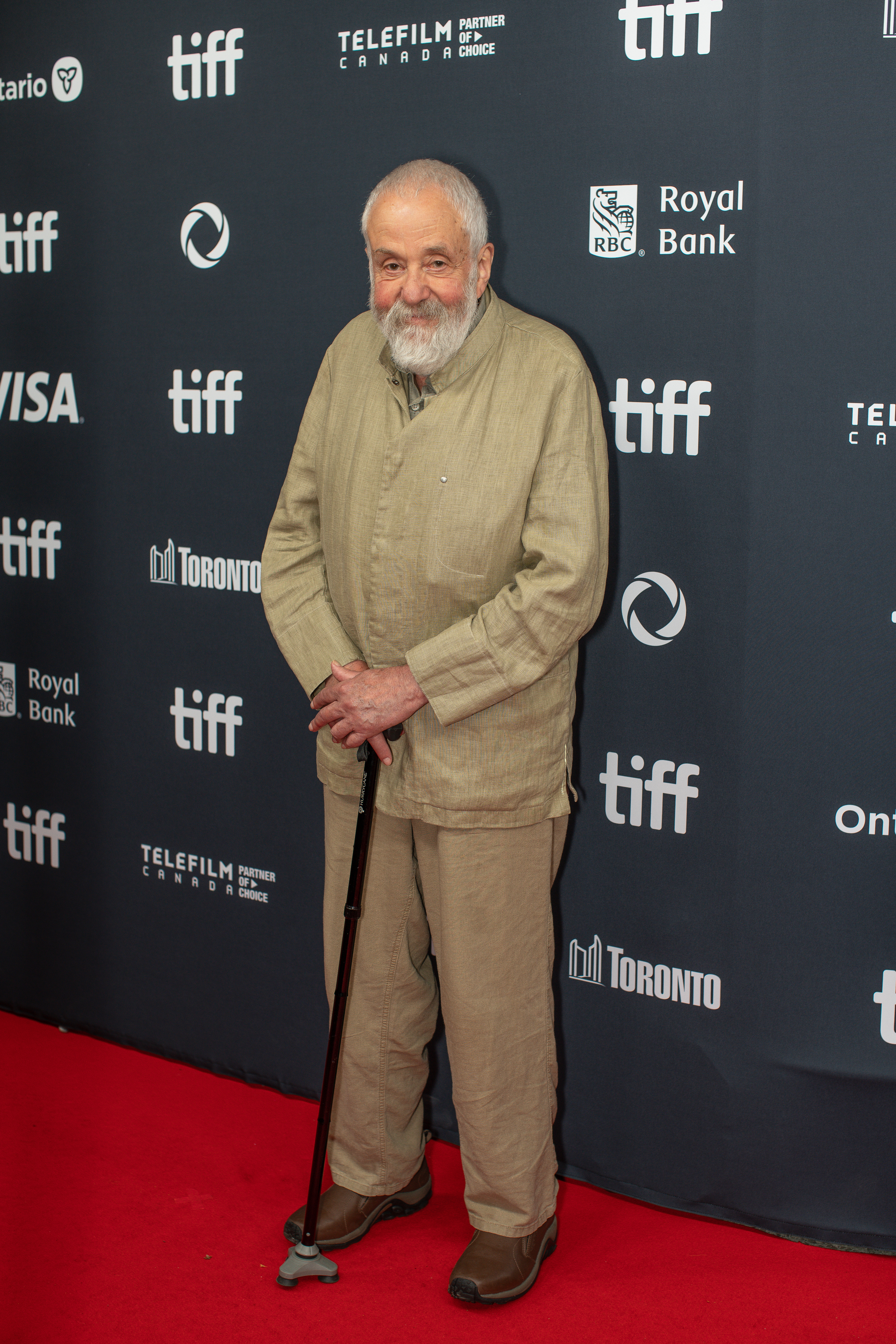
最佳原創劇本：麥克·李

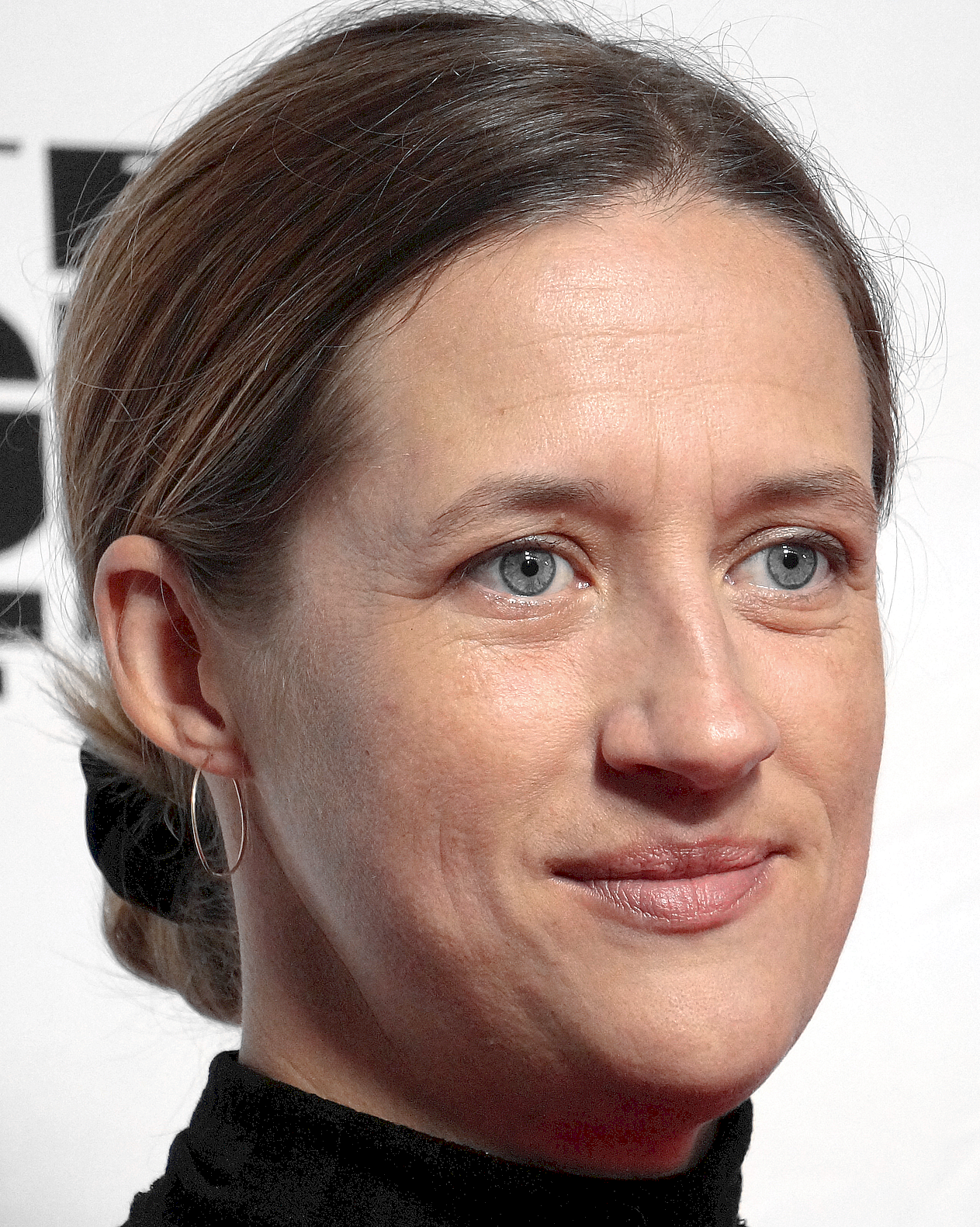
最佳首次執導：印蒂雅·唐諾森

- 最佳電影

《魔法壞女巫》
- 最佳導演（英语：National Board of Review Award for Best Director）

《魔法壞女巫》朱浩偉
- 最佳男主角（英语：National Board of Review Award for Best Actor）

《酷兒》丹尼爾·克雷格
- 最佳女主角（英语：National Board of Review Award for Best Actress）

《小心肝儿》妮可·基嫚
- 最佳男配角（英语：National Board of Review Award for Best Supporting Actor）

《跳痛之旅》基倫·克金
- 最佳女配角（英语：National Board of Review Award for Best Supporting Actress）

《巴布狄倫：搖滾詩人》艾丽·范宁
- 最佳整體演出（英语：National Board of Review Award for Best Cast）

《教宗選戰》
- 突破表現（英语：National Board of Review Award for Breakthrough Performance）

《阿诺拉》麥琪·麥迪遜
- 最佳首次執導（英语：National Board of Review Award for Best Directorial Debut）

《露營悄悄話》印蒂雅·唐諾森
- 最佳原創劇本（英语：National Board of Review Award for Best Original Screenplay）

《残酷真相》麥克·李
- 最佳改編劇本（英语：National Board of Review Award for Best Adapted Screenplay）

《监狱剧院》克林特·班特利（Clint Bentley）、格雷格·奎德（Greg Kwedar）
- 國家評論協會獎聚光燈獎

辛西婭·艾利沃與爱莉安娜·格兰德的創意合作
- 國家評論協會獎言論自由獎（英语：NBR Freedom of Expression）

《你的國，我的家》
- 最佳動畫劇情片（英语：National Board of Review Award for Best Animated Film）

《貓貓的奇幻漂流》
- 最佳國際電影

《神圣无花果之种》
- 最佳紀錄片（英语：National Board of Review Award for Best Documentary Film）

《加拿大原住民之殤》
- 傑出攝影成就

《吸血鬼：諾斯費拉圖》賈林·布拉施克
- 傑出特技藝術家成就

《芙莉歐莎：瘋狂麥斯傳奇篇章》

## 十大電影
- 《阿诺拉》
- 《小心肝儿》
- 《巴布狄倫：搖滾詩人》
- 《教宗選戰》
- 《芙莉歐莎：瘋狂麥斯傳奇篇章》
- 《神鬼戰士II》
- 《二號陪審員》
- 《酷兒》
- 《跳痛之旅》
- 《监狱剧院》

## 五大國際電影
- 《你是我眼中的那道光》
- 《拿针的女孩》
- 《我仍在此》
- 《警上添花（英语：Santosh (2024 film)）》
- 《大同世界（英语：Universal Language (2024 film)）》

## 五大紀錄片
- 《黑箱日記（英语：Black Box Diaries）》
- 《達荷美：祖靈回家》
- 《看着我的双眼（英语：Look into My Eyes (film)）》
- 《超／人: 克里斯多夫·李維傳奇故事（英语：Super/Man: The Christopher Reeve Story）》
- 《威爾與哈珀：老友公路遊（英语：Will & Harper）》

## 十大獨立電影
- 《女孩與鳥（英语：Bird (2024 film)）》
- 《非常男人》
- 《弟弟》
- 《灵灯（英语：Ghostlight (2024 film)）》
- 《露營悄悄話（英语：Good One (film)）》
- 《残酷真相（英语：Hard Truths）》
- 《他的三個女兒（英语：His Three Daughters）》
- 《血爱成河》
- 《我的老屁友（英语：My Old Ass）》
- 《老嘢時速》

## 外部連結
- 官方网站（英文）